# 格罗宗
格罗宗（法語：Grozon，法語發音：[ɡʁozɔ̃]）是法国汝拉省的一个市镇，属于隆斯勒索涅区。

## 地理
格罗宗（46°53'23"N, 5°42'3"E）面积14.25 平方千米，位于法国勃艮第-弗朗什-孔泰大區汝拉省，该省份为法国东部内陆省份，北起上索恩省，西北接科多尔省，西临索恩-卢瓦尔省，南至安省，东与杜省和瑞士接壤。
与格罗宗接壤的市镇（或旧市镇、城区）包括：小阿贝尔热芒、大阿贝尔热芒、阿尔布瓦、比维利、蒙托利耶、图尔蒙、瓦当。

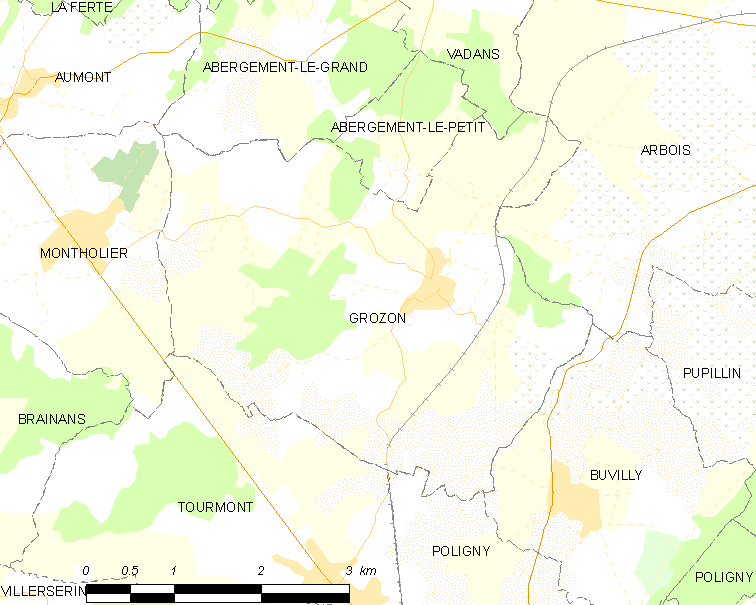
格罗宗的OSM定位图

格罗宗的时区为UTC+01:00、UTC+02:00（夏令时）。

## 行政
格罗宗的邮政编码为39800，INSEE市镇编码为39263。

## 政治
格罗宗所属的省级选区为布莱特朗县。

## 人口

1962-2008年间格罗宗人口变化图示

格罗宗于2022年1月1日时的人口数量为384人。